# Шостак, Джек
Джек Шо́стак (англ. Jack William Szostak; род. 9 ноября 1952 года, Лондон) — канадско-американский биолог польско-британского происхождения, цитогенетик. Лауреат Нобелевской премии по физиологии и медицине (2009).
Доктор, профессор Гарвардской медицинской школы, исследователь Massachusetts General Hospital и Медицинского института Говарда Хьюза, член Национальной академии наук США (1998) и Американского философского общества (2012), а также Лондонского королевского общества (2019).
Нобелевский лауреат совместно с Кэрол Грейдер и Элизабет Блэкбёрн — с формулировкой «за открытие механизмов защиты хромосом теломерами и фермента теломеразы», в соответствии с теорией, предложенной Алексеем Оловниковым в 1971 году.

## Биография
Вырос в Канаде. Окончил Университет Макгилла, где получил степень бакалавра в области клеточной биологии. Защитил диссертацию в Корнеллском университете, после чего основал собственную лабораторию в медицинской школе Гарвардского университета. Ныне профессор генетики Гарвардской медицинской школы.
В основном работает в области генетики. Ему первому в мире удалось сконструировать искусственную дрожжевую хромосому. Он активно участвовал в проекте «Геном человека». Кроме этого, работы Шостака помогли понять механизм рекомбинации хромосом.
В 2016 году подписал открытое письмо нобелевских лауреатов с призывом к Greenpeace, Организации Объединенных Наций и правительствам всего мира прекратить борьбу с генетически модифицированными организмами (ГМО).
Фелло Нью-Йоркской АН, Американской академии искусств и наук, Американской ассоциации содействия развитию науки.

## Награды
- 1994 — Премия НАН США в области молекулярной биологии[англ.]
- Hans Sigrist Prize[англ.] (1997)
- 2000 — Медаль Общества генетики Америки[англ.]
- 2006 — Премия Альберта Ласкера за фундаментальные медицинские исследования
- 2008 — Премия Хейнекена
- 2009 — Нобелевская премия по физиологии или медицине
- 2011 — Медаль Юри[англ.]